# 天主教布蘭卡港總教區
天主教布蘭卡港總教區（拉丁語：Archidioecesis Sinus Albi）是阿根廷一個羅馬天主教教省總教區，下轄六個教區、一個自治監督區。此總教區是該國十四個總教區之一。
1934年4月20日升為教區。1957年2月11日升為總教區。
總教區範圍包括布宜諾斯艾利斯省南部共十七市。2006年有教友595,000人（佔轄區總人口85.0%）、五十六個堂區、103名司鐸。現任總主教為嘉祿·亞豐索·阿斯皮羅斯-科斯塔，輔理主教為喬治·類斯·瓦格內爾，榮休總主教為威廉·若瑟·加拉蒂。